# Stuart Broad
Pour les articles homonymes, voir Broad.
Stuart Christopher John Broad est un joueur de cricket international anglais né le 24 juin 1986 à Nottingham. Lanceur rapide et batteur gaucher jouant pour le Nottinghamshire County Cricket Club, il évolue au sein de l'équipe d'Angleterre de cricket dans les formats Test et ODI, et en est capitaine dans le format Twenty20 à partir de 2011. Il a été nommé Wisden Cricketer of the Year en 2010.

## Biographie
Fils de Chris Broad, ancien joueur de cricket pour l'équipe d'Angleterre, il apprend le cricket à Oakham School où sa mère enseigne le sport. Il est d'abord batteur d'ouverture, puis une poussée de croissance le pousse à se reconvertir comme lanceur rapide. À l'issue de ses études secondaires, il est recruté par le Leicestershire County Cricket Club où ses bons résultats le font sélectionner régulièrement. En 2006, il obtient sa première série de cinq guichets contre le Surrey et marque 65 courses en position de no 10 contre le Derbyshire. Il contribue en particulier au beau parcours de son club dans la Twenty20 Cup. En 2007, il annonce qu'il ne souhaite pas renouveler son contrat au Leicestershire et revient à son comté d'origine, le Nottinghamshire.
À l'international, Broad rejoint l'équipe d'Angleterre de moins de 19 ans en 2005, puis les England Lions (équipe A). Il étrenne sa cape en août 2006 en T20 contre le Pakistan et deux jours plus tard en ODI. Après une tournée réussie en ODI contre les Indes occidentales où il s'arroge onze guichets sur la série, il fait ses débuts en test-match en décembre 2007 contre le Sri Lanka. Ses performances de lanceur et sa moyenne à la batte font de lui un all-rounder (joueur polyvalent) salué par la presse comme une future star du cricket ; le commentateur Geoffrey Boycott le compare même au barbadien Gary Sobers, réputé le meilleur all-rounder de l'histoire. Il est sélectionné lors des Ashes de 2009 et termine la série avec le meilleur score anglais au lancer avec 18 guichets, incluant deux séries de cinq guichets. Il se classe au deuxième rang des lanceurs au Trophée des champions de l'ICC de 2009, mais se blesse avant la fin du tournoi. D'autres blessures expliquent ensuite des performances contrastées en 2009 et 2010, y compris pendant les Ashes de 2010-2011. Il revient sur le devant de la scène lors de la tournée contre l'Inde de l'été 2011, où il se montre performant au lancer comme à la batte, réussissant notamment un hat-trick lors du deuxième test-match. Sa bonne forme se poursuit au début de 2012 : il obtient onze guichets lors du premier test-match contre les Indes occidentales et se classe au troisième rang du classement international de l'ICC en test cricket.
Broad est nommé vice-capitaine pour la tournée de l'Angleterre en Inde à l'automne 2012, mais ne parvient pas à trouver ses marques : après avoir subi 157 courses sans aucun guichet pendant 36 overs au cours des deux premiers test-matchs, il est remplacé par Steven Finn.
Titulaire d'un contrat avec les Kings XI Punjab au sein de l'Indian Premier League, il n'a pu jouer lors de la saison 2011 ni lors de la saison 2012 du fait de blessures.

## Bilan sportif

### Test-matchs
Série de cinq guichets dans une manche :
|     | Date | Adversaire         | Lieu                                  | Statistiques |
| --- | ---- | ------------------ | ------------------------------------- | ------------ |
| [1] | 2009 | Indes occidentales | Sabina Park, Kingston, Jamaïque       | 5-85         |
| [2] | 2009 | Australie          | Headingley, Leeds, Angleterre         | 6-91         |
| [3] | 2009 | Australie          | The Oval, Londres, Angleterre         | 5-37         |
| [4] | 2011 | Inde               | Trent Bridge, Nottingham, Angleterre  | 6-46         |
| [5] | 2012 | Indes occidentales | Lord's, Londres, Angleterre           | 7-72         |
| [6] | 2012 | Afrique du Sud     | Headingley Stadium, Leeds, Angleterre | 5-69         |